# Mallophora media
Mallophora media là một loài ruồi trong họ Asilidae. Mallophora media được Clements miêu tả năm 1969. Loài này phân bố ở vùng Tân nhiệt đới.